# Conrad Schmidt
Conrad Schmidt (25 de noviembre de 1863 - 14 de octubre de 1932) fue un economista, filósofo, periodista y político alemán del Partido Socialdemócrata de Alemania.

## Biografía

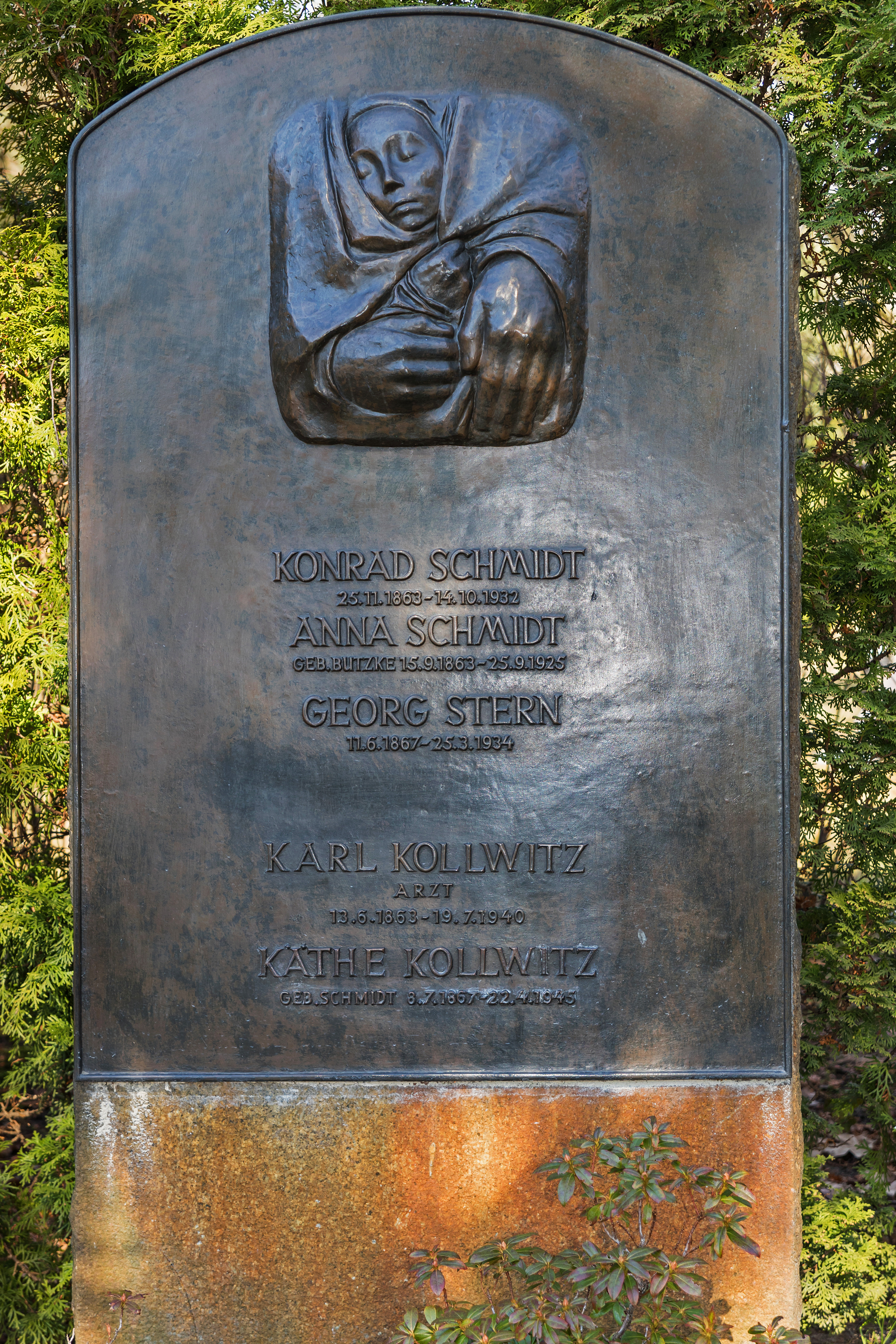
Tumba de Schmidt y Kollwitz en Berlín.

Konrad Schmidt nació en el seno de una familia activa en el Partido Socialdemócrata de Alemania. Era el hermano mayor de la pintora Käthe Kollwitz.
A mediados de la década de 1880 estudió en Berlín y en 1886 se doctoró en 1886 en la Universidad de Königsberg. Defendió en Leipzig su tesis doctoral sobre los "salarios naturales", en la que comparaba las teorías sobre los salarios y la explotación de Johann Karl Rodbertus y Karl Marx. Schmidt descartó la teoría de Marx como una hipótesis no probada en favor de la teoría de Rodbertus, que se basaba en el reconocimiento de los derechos naturales. Sin embargo, después de un examen más detenido de los escritos de Marx, Schmidt revisó su frase y se convirtió en partidario del marxismo.
Schmidt abordó el problema de la transformación que Friedrich Engels describió en 1885 en el prefacio al segundo tomo de El capital. Schmidt propuso su solución a Engels y, con el apoyo de Engels y Karl Kautsky, publicó en 1889 la obra "Beneficio medio basado en la ley del valor de Marx". A partir de 1887 se hizo cercano de Friedrich Engels y a menudo pasaba las tardes en su casa. Schmidt y Engels mantuvieron una animada correspondencia. La carta de Engels a Schmidt, del 27 de octubre de 1890, se considera un documento importante en la historia del marxismo.
En 1890, se convirtió en profesor privado en la Universidad de Zúrich y, siguiendo el consejo de Engels, Schmidt aceptó un puesto como editor del periódico suizo Züricher Post. Schmidt atacó el determinismo económico de Engels y adoptó posiciones neokantianas. Destacó los aspectos éticos del movimiento obrero como el sacrificio, la conciencia y la lealtad al partido. Según Schmidt, estas cualidades surgen de los instintos superegoístas animales primarios que se forman en cada ser vivo en el curso de la evolución para preservar la especie y volverse más conscientes y racionales en los humanos para poder realizarse en la clase trabajadora. Las obras filosóficas de Schmidt, en las que proponía combinar el marxismo con la filosofía de Kant, sirvieron como fuente ideológica del revisionismo propugnado por Eduard Bernstein.
Schmidt criticó la economía marginalista en La tendencia psicológica en la economía política reciente (1892). El problema para Schmidt es que bajo la teoría subjetiva del valor es imposible comprender las ley económica "que rige el intercambio de mercancías por dinero" de forma "universal, objetiva y comprensiva" y "el dinero no puede ser una unidad a medir". El factor común que permite el intercambio conmensurable entre dos mercancías es el "trabajo per se" (ver Teoría del valor-trabajo). A finales de la década de 1880, sin embargo, Schmidt era un marxista ortodoxo, pero a finales de la década de 1890 se convirtió en un partidario kantiano del revisionista Eduard Bernstein.
Se convirtió en profesor privado en la Universidad de Zúrich y trabajó como periodista como editor comercial en el Züricher Post, desde 1895 durante un tiempo para la revista semanal socialdemócrata Vorwärts, 
Como Schmidt no vio ninguna posibilidad de hacer una carrera académica en Suiza, regresó a Berlín en 1895, donde trabajó para el semanario socialdemócrata Vorwärts y desde 1908 trabajó para la Sozialistische Monatshefte. Schmidt era un entusiasta del naturalismo literario y fue presidente de la Freie Volksbühne de 1897 a 1918, cuyo objetivo fue dar acceso al proletariado al teatro. En 1919 Konrad Haenisch lo nombró profesor del Polylitechnikum de Berlín.
Conrad Schmidt y su esposa Anna fueron enterrados en el departamento de artistas del cementerio central Friedrichsfelde de Berlín. Su hermana Käthe Kollwitz creó la lápida.